# Nils Persson i Boda
Nils Persson, född 30 juli 1787 i Österåkers socken, Södermanland, död där 1 november 1854, var en svensk bonde och riksdagsman.
Nils Persson var son till bonden Pehr Nilsson. Han erhöll ingen skolundervisning men fick av modern Ingrid Nilsdotter lära sig läsa. Vid sitt giftermål 1813 övertog han fädernegården i Boda, vilken han därefter brukade fram till sin död. Han anlitades som auktionsförrättare och valdes i unga år till nämndeman samt blev med tiden häradsdomare. Nils Persson tillhörde bondeståndet vid samtliga riksdagar från 1828 och var 1844–1845 och 1847–1848 vice talman. 1834–1840 var han riksgäldsfullmäktig och 1850 statsrevisor. Nils Persson var en av ledarna för det liberala oppositionspartiet i bondeståndet och var särskilt nära lierad med oppositionschefen Hans Jansson i Bräcketorp, vilken var han s kollega såväl i Riksgäldskontoret som vid talmansbordet. Perssons mest uppmärksammade yrkanden gällde en rättvisare beskattning (till exempel mantalspenningarnas upphörande), lagstadgad folkskola samt förändring av representationsskicket, varjämte han verkade för bibehållandet av husbehovsbränningen och en moderat tulltaxa. Efter oppositionspartiets splittring under 1840-talet tillhörde Nils Persson den fraktion, som stödde Oscar I:s regering och av denna väntade reformfrågornas lösning. Han röstade därför för det kungliga representationsförslaget av 1848 och understödde även varmt kungens skandinavistiska politik.